# 西経72度線
西経72度線（せいけい72どせん）は、本初子午線面から西へ72度の角度を成す経線である。北極点から北極海、北アメリカ、大西洋、カリブ海、南アメリカ、太平洋、南極海、南極大陸を通過して南極点までを結ぶ。
西経72度線は、東経108度線と共に大円を形成する。

## 通過する地域一覧
西経72度線は、北極点から南極点まで南に向かって以下の場所を通っている。
| 地理座標                                             | 国土・領土・領海       | 備考 |
| ---------------------------------------------------- | ---------------------- | --- |
| 北緯90度0分 西経72度0分 / 北緯90.000度 西経72.000度  | 北極海                 | |
| 北緯83度6分 西経72度0分 / 北緯83.100度 西経72.000度  | カナダ                 | ヌナブト準州 – エルズミーア島 |
| 北緯79度41分 西経72度0分 / 北緯79.683度 西経72.000度 | ネアズ海峡             | |
| 北緯78度33分 西経72度0分 / 北緯78.550度 西経72.000度 | グリーンランド         | |
| 北緯77度54分 西経72度0分 / 北緯77.900度 西経72.000度 | バフィン湾             | |
| 北緯77度26分 西経72度0分 / 北緯77.433度 西経72.000度 | グリーンランド         | ノーサンバーランド島 |
| 北緯77度18分 西経72度0分 / 北緯77.300度 西経72.000度 | バフィン湾             | |
| 北緯71度34分 西経72度0分 / 北緯71.567度 西経72.000度 | カナダ                 | ヌナブト準州 – バフィン島、シレム島（英語版）、バフィン島 |
| 北緯63度23分 西経72度0分 / 北緯63.383度 西経72.000度 | ハドソン海峡           | |
| 北緯61度52分 西経72度0分 / 北緯61.867度 西経72.000度 | カナダ                 | ヌナブト準州 – ウェールズ島（英語版） |
| 北緯61度51分 西経72度0分 / 北緯61.850度 西経72.000度 | ハドソン海峡           | |
| 北緯61度41分 西経72度0分 / 北緯61.683度 西経72.000度 | カナダ                 | ケベック州 |
| 北緯45度0分 西経72度0分 / 北緯45.000度 西経72.000度  | アメリカ合衆国         | バーモント州 ニューハンプシャー州（北緯44度19分 西経72度0分 / 北緯44.317度 西経72.000度から） マサチューセッツ州（北緯42度43分 西経72度0分 / 北緯42.717度 西経72.000度から） コネチカット州（北緯42度1分 西経72度0分 / 北緯42.017度 西経72.000度から） ニューヨーク州 （北緯41度17分 西経72度0分 / 北緯41.283度 西経72.000度から）- フィッシャーズ島（英語版） |
| 北緯41度15分 西経72度0分 / 北緯41.250度 西経72.000度 | 大西洋                 | ブロック・アイランド湾（英語版） |
| 北緯41度3分 西経72度0分 / 北緯41.050度 西経72.000度  | アメリカ合衆国         | ニューヨーク州 – ロングアイランド |
| 北緯41度1分 西経72度0分 / 北緯41.017度 西経72.000度  | 大西洋                 | |
| 北緯21度58分 西経72度0分 / 北緯21.967度 西経72.000度 | タークス・カイコス諸島 | 北カイコス島（英語版） |
| 北緯21度54分 西経72度0分 / 北緯21.900度 西経72.000度 | 大西洋                 | |
| 北緯19度42分 西経72度0分 / 北緯19.700度 西経72.000度 | ハイチ                 | |
| 北緯18度38分 西経72度0分 / 北緯18.633度 西経72.000度 | ドミニカ共和国         | 約1km |
| 北緯18度37分 西経72度0分 / 北緯18.617度 西経72.000度 | ハイチ                 | |
| 北緯18度12分 西経72度0分 / 北緯18.200度 西経72.000度 | カリブ海               | |
| 北緯12度15分 西経72度0分 / 北緯12.250度 西経72.000度 | コロンビア             | |
| 北緯11度35分 西経72度0分 / 北緯11.583度 西経72.000度 | ベネズエラ             | マラカイボ湖を通過 |
| 北緯7度1分 西経72度0分 / 北緯7.017度 西経72.000度    | コロンビア             | |
| 南緯2度21分 西経72度0分 / 南緯2.350度 西経72.000度   | ペルー                 | |
| 南緯4度38分 西経72度0分 / 南緯4.633度 西経72.000度   | ブラジル               | アマゾナス州 アクレ州（南緯7度46分 西経72度0分 / 南緯7.767度 西経72.000度から） |
| 南緯10度0分 西経72度0分 / 南緯10.000度 西経72.000度  | ペルー                 | |
| 南緯17度2分 西経72度0分 / 南緯17.033度 西経72.000度  | 太平洋                 | |
| 南緯34度7分 西経72度0分 / 南緯34.117度 西経72.000度  | チリ                   | 約6km |
| 南緯34度11分 西経72度0分 / 南緯34.183度 西経72.000度 | 太平洋                 | |
| 南緯34度22分 西経72度0分 / 南緯34.367度 西経72.000度 | チリ                   | |
| 南緯42度9分 西経72度0分 / 南緯42.150度 西経72.000度  | アルゼンチン           | |
| 南緯43度2分 西経72度0分 / 南緯43.033度 西経72.000度  | チリ                   | |
| 南緯44度46分 西経72度0分 / 南緯44.767度 西経72.000度 | アルゼンチン           | 約14km |
| 南緯44度54分 西経72度0分 / 南緯44.900度 西経72.000度 | チリ                   | |
| 南緯47度19分 西経72度0分 / 南緯47.317度 西経72.000度 | アルゼンチン           | |
| 南緯51度49分 西経72度0分 / 南緯51.817度 西経72.000度 | チリ                   | 約12km |
| 南緯51度56分 西経72度0分 / 南緯51.933度 西経72.000度 | アルゼンチン           | 約3km |
| 南緯51度58分 西経72度0分 / 南緯51.967度 西経72.000度 | チリ                   | 本土、リエスコ島、ブルンスウィック半島（本土） |
| 南緯53度42分 西経72度0分 / 南緯53.700度 西経72.000度 | マゼラン海峡           | |
| 南緯53度54分 西経72度0分 / 南緯53.900度 西経72.000度 | チリ                   | クラレンス島（英語版）、フエゴ島、ロンドン島（英語版） |
| 南緯54度43分 西経72度0分 / 南緯54.717度 西経72.000度 | 太平洋                 | |
| 南緯60度0分 西経72度0分 / 南緯60.000度 西経72.000度  | 南極海                 | |
| 南緯69度2分 西経72度0分 / 南緯69.033度 西経72.000度  | 南極大陸               | アレクサンダー島、本土 – アルゼンチン（アルゼンチン領南極）と チリ（チリ領南極）と イギリス (イギリス領南極地域)が領有権を主張 |